# 参宿增三
獵戶座η，又名BD-02 1235，HD 35411、SAO 132071、HR 1788，是獵戶座的一颗恒星，视星等为3.36，位于銀經204.87，銀緯-20.39，其B1900.0坐标为赤經5h 19m 26.9s，赤緯-2° -20.39′ 21″。